# Ил не да ђаво, ил не да Бог
Ил не да ђаво, ил не да Бог је други студијски албум фолк певачице Снеки Бабић. Издат је 1989.године за ПГП РТБ. Продуцент је био Предраг Неговановић, а пратећи вокали група "Паганке". Музику је радио Александар Кораћ, а аранжмане Томица Миљић, Кораћ, Александар Сања Илић и Зоран Ранђеловић, на текстове Радмиле Мудринић и Миладина Богосављевића, и Светозара Балтића.

## Списак песама
1. Ил не да ђаво, ил не да Бог (3:16)
2. Живот грешке не опрашта (3:13)
3. Адреса среће (2:27)
4. Са свим те манамa волим (3:05)
5. Заборави ме (3:33)
6. Рупица на бради (2:48)
7. Душо моја танана (3:40)
8. Где би ми био крај (3:55)
9. Нећу, нећу да живим од лажи (3:58)
10. Може срце (3:16)